# NGC 6580
NGC 6580 (другие обозначения — UGC 11153, MCG 4-43-12, ZWG 142.22, PGC 61566) — галактика в созвездии Геркулес.
Этот объект входит в число перечисленных в оригинальной редакции «Нового общего каталога».